# Cautxú

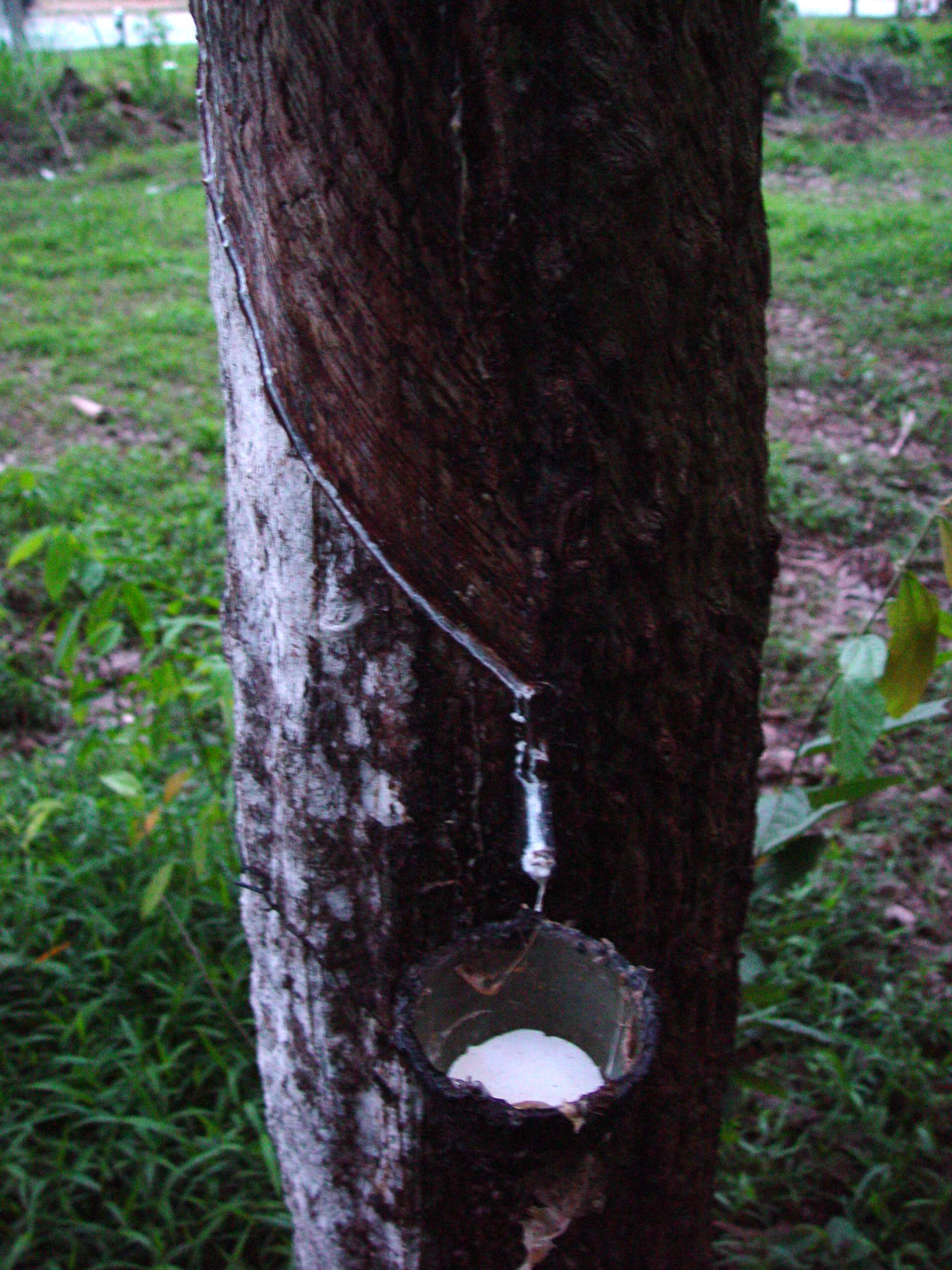
Recol·lecció de cautxú.

El cautxú és un polímer d'hidrocarburs que s'extreu del làtex de nombroses plantes tropicals, la més important de les quals és l'arbre del cautxú (Hevea brasiliensis). Actualment també es pot fabricar artificialment. El seu nom prové de cautxuc que és com l'anomenaven els indígenes peruans.
La cinta adhesiva és un producte final fruit d'un procés industrial i una de les moltes aplicacions naturals del cautxú. Algunes de les propietats i utilitzacions del cautxú ja eren conegudes pels indígenes d'Amèrica molt abans que l'any 1492, amb els viatges de Cristòfor Colom, el cautxú arribés a Europa.
De fet, el cautxú té com una de les seves propietats fonamentals que és enganxós i des que es van començar a desenvolupar els processos de producció industrial del cautxú, es va treballar precisament per eliminar o suavitzar aquesta propietat enganxosa i aprofitar altres propietats que interessaven més com, per exemple, l'elasticitat en grans deformacions (elastòmer). Té un mòdul d'elasticitat per petites deformacions de 0,01 a 0,1 GPa.

## Procés de transformació
La producció de cautxú segueix un procés:
- A la plantació, els operaris extreuen el làtex dels arbres (una substància blanca i lletosa que segreguen les cèl·lules d'algunes plantes) amb un procediment anomenat sagnat que consisteix a fer un tall a l'arbre per on degota el làtex.
- Un cop recollit, el làtex lletós s'introdueix en un tanc de tractament en què el líquid comença a quallar o coagular-se, fent-se més sòlid. En la majoria dels casos, el cautxú brut es mescla amb nombroses substàncies que modifiquen les seves característiques. Existeixen additius que estiren el cautxú però no l'endureix materialment, com el carbonat de calci i la baritina o sulfat de bari. Actualment també es pot fabricar artificialment.

## Història
En el seu lloc d'origen, el centre i sud d'Amèrica, el cautxú ha estat recol·lectat durant molt temps. Des de molt abans de l'arribada dels europeus, certs indígenes de l'Amazones l'anomenaven cautchouc, o "arbre que plora", i el van usar per fer atuells i làmines a prova d'aigua.

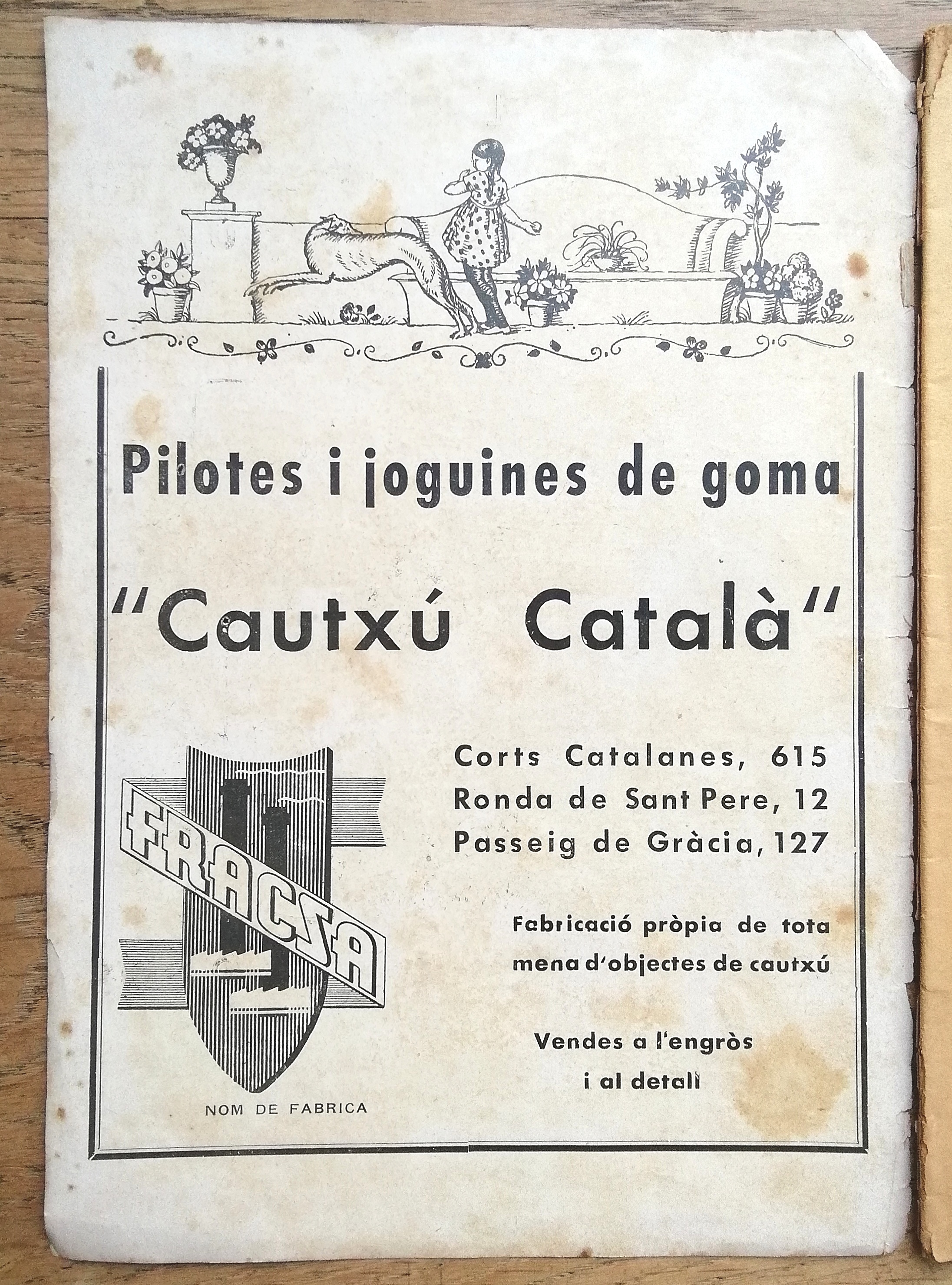
Publicitat de cautxú fet a l'antiga fàbrica Fracsa de Barcelona, anunci d'una revista de 1934.

Les civilitzacions mesoamericanes van usar el cautxú sobretot de la Castilla elastica (el hule). Els antics mesoamericans tenien un joc de pilota on utilitzaven pilotes de goma, i unes pilotes precolombines de goma van ser trobades (sempre en llocs que van estar inundats d'aigua dolça), les més antigues aproximadament de l'any 1600 aC Segons Bernal Díaz del Castillo, els colonitzadors espanyols es van sorprendre pels grans salts que aconseguien les pilotes de goma dels asteques.
Els maies també feien un tipus de sabata de goma submergint els seus peus en una barreja de làtex. El cautxú va ser usat en altres contextos, com a tires per sostenir instruments de pedra i metàl·lics a mànecs de fusta, i embuatat per als mànecs d'instruments. Encara que els antics mesoamericans no comptaven amb processos de vulcanització, van desenvolupar mètodes orgànics per tractar el cautxú amb resultats similars, barrejant el làtex cru amb diverses sabes i sucs d'altres enfiladisses, en particular la Ipomoea alba.
Al Brasil, els habitants posaven el làtex en una roda de paletes de fusta que feien girar enmig del fum produït per una foguera i en repetir les immersions obtenien una bola de cautxú fumat. Van entendre l'ús de cautxú per fer tela hidròfuga. Una història diu que el primer europeu a retornar a Portugal des de Brasil amb mostres de tela impermeable engomada va impressionar tant a la gent que va ser jutjat per bruixeria.
Quan les primeres mostres del cautxú van arribar a Espanya, es va observar que un tros del material era bo per esborrar escrits de llapis sobre el paper. Això mateix ho va establir Joseph Priestley, el clergue anglès que va descobrir l'oxigen. Encara s'usen per a aquesta finalitat trossos d'aquest material, coneguts com a 'gomes' a Espanya i Amèrica del Sud, i a Mèxic es coneix com a goma o xiclet.

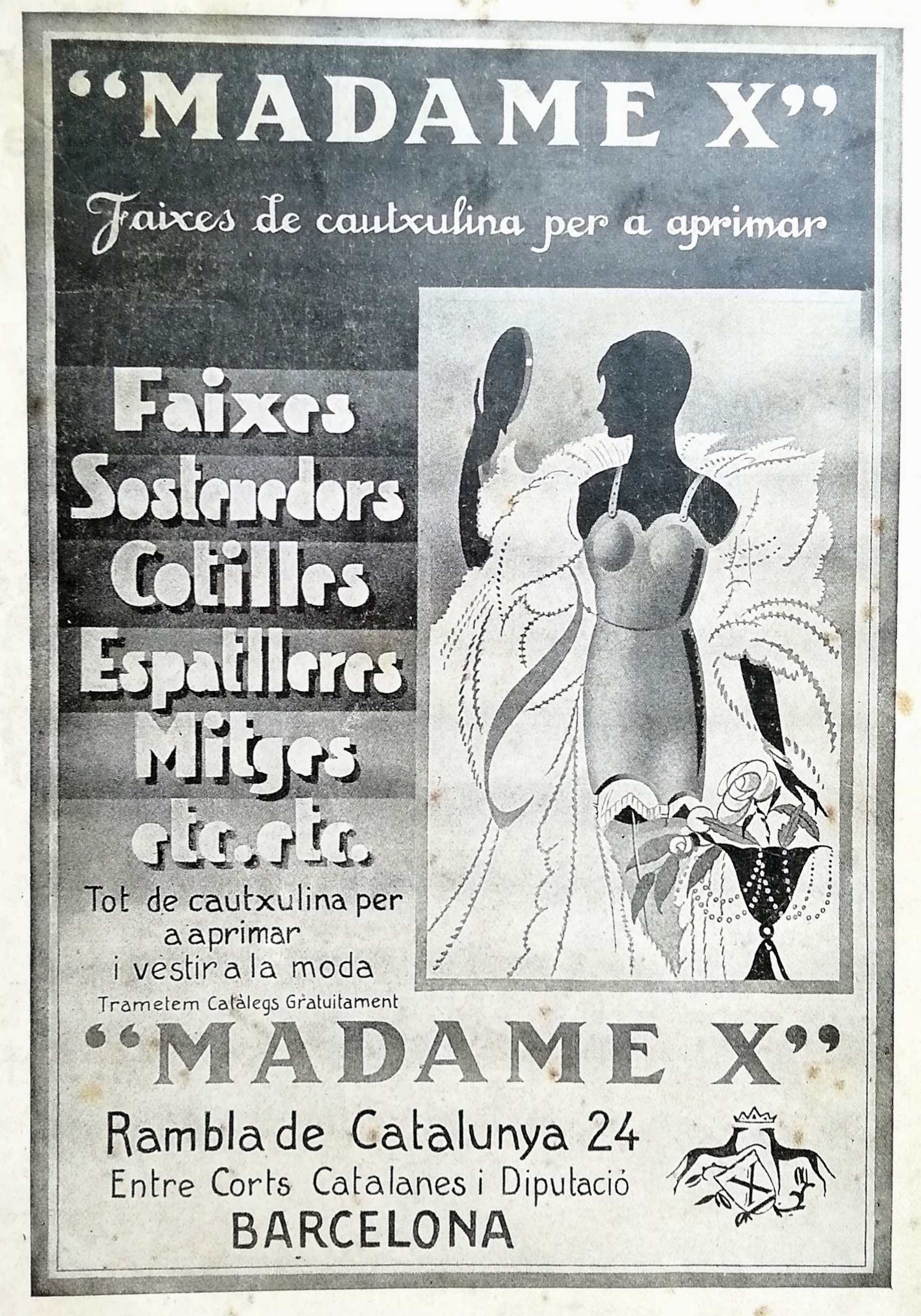
Anunci de roba interior de cautxulina de l'any 1934

A principis del segle xviii, Charles de La Condamine, qui posteriorment va descobrir que el cautxú natural estava compost per cadenes d'hidrocarbur, amb el que va deixar oberta la possibilitat de produir cautxú sintètic. Durant la Primera Guerra Mundial els químics alemanys van fabricar cautxú sintètic a partir de dimetil butadiè, en comptes de isoprè.
Com uns altres grans avanços de la ciència, la vulcanització (un avanç clau en la història del cautxú), es va donar gràcies a un accident:
En 1839, per accident, un inventor de Boston, Charles Goodyear va deixar caure una barreja de cautxú i de sofre sobre una estufa calenta. Va ser el principi de la vulcanització, el procés que va fer el cautxú immune als elements, transformant-lo de raresa en producte essencial de l'era industrial.
En 1925 es va abaratir el procés usant butadiè, que al seu torn s'obtenia del butà i butilè, subproductes del petroli que es va convertir en la principal matèria primera per a l'obtenció del cautxú. Posteriorment es van descobrir altres classes de cautxús sintètics. A partir de 1945 la producció de cautxú sintètic supera la de cautxú natural, el qual no obstant això ha romàs al mercat, aconseguint importància en èpoques de preus alts del petroli.
Abans d'usar-se la Hevea brasilensis per fabricar cautxú es va usar l'espècie asiàtica Ficus elastica.

## Producció mundial
| Principals productors de cautxú natural (2018) (tones) | Principals productors de cautxú natural (2018) (tones) |
| ------------------------------------------------------ | ------------------------------------------------------ |
| Tailàndia                                              | 4.744.250                                              |
| Indonèsia                                              | 3.630.268                                              |
| Vietnam                                                | 1.137.725                                              |
| Índia                                                  | 978.317                                                |
| R.P. de la Xina                                        | 824.000                                                |
| Malàisia                                               | 781.996                                                |
| Costa d'Ivori                                          | 461.000                                                |
| Filipines                                              | 423.371                                                |
| Guatemala                                              | 349.546                                                |
| Myanmar                                                | 212.949                                                |
| Brasil                                                 | 199.870                                                |
| Nigèria                                                | 145.150                                                |

## Abusos
Després que John Dunlop inventés els pneumàtics en 1887, el cautxú va passar a ser l'or blanc de la selva sud-americana.
El rebuig a aquests mètodes ha quedat inscrit a les pàgines de la literatura. La novel·la La vorágine del colombià José Eustasio Rivera o el llibre One River: Explorations and Discoveries in the Amazon Rain Forest («El riu, exploracions i descobriments de la selva amazònica») de Wade Davis són mostres d'això.
| «                     | ... Els agents de la Companyia obliguen als pacífics indis del Putumayo a treballar dia i nit, sense la més mínima recuperació excepte el menjar necessari per mantenir-los vius. Els roben les seves collites, les seves dones, els seus fills. Els assoten inhumanament fins a deixar-los els ossos a l'aire... Prenen als seus fills pels peus i els estavellen el cap contra els arbres i parets... Homes, dones i nens serveixen de blanc als trets per diversió i en oportunitats els cremen amb parafina perquè els empleats gaudeixin amb la seva desesperada agonia ... | » |
| — W. Hardenburg, 1909 | |   |

Els cautxers van contractar centenars de criminals als quals pagaven per custodiar als indígenes esclavitzats. Aquests paramilitars i empresaris, guardians d'un sistema econòmic que mai hagués pogut funcionar sota un règim just de treball remunerat:
| «                  | Amb cada incident augmentava el terror. Els pinxos despatxats a la selva tornaven amb caps degollats embolicats en fulles de plàtan. Per divertir-se lligaven als indis als arbres, obrien les seves cames i prenien fogueres sota. Als nens els torturaven perquè revelessin on s'amagaven els seus pares; a les nenes les venien com a prostitutes; als bebès els esquarteraven i els seus trossos els donaven d'aliment als gossos guardians; als joves els lligaven els tapaven els ulls per apostar entre els cautxers qui encertava primer a disparar sobre els seus genitals. Un capatàs va penjar a un indi d'un arbre, va joguinejar amb ell mentre es bressolava agònic i després, per divertir a un col·lega, li va arrencar de mossegada el dit gros del peu i ho va escopir en el sòl. L'agent cautxer Aquileo Torres va col·locar el canó d'un rifle en la boca d'un indi i li va dir que bufés: després li va volar el cap. Una vegada aquest sàdic li va tallar les orelles a un home, ho va lligar a un arbre i ho va obligar a veure com cremava visqui a la seva esposa. José Fonseca, l'agent principal en Últim Retir, va celebrar la Pasqua de 1906 matant a tirs a cent cinquanta indígenes des de la seva cabanya. Als ferits els van amuntegar, els van regar gasolina i els van cremar. | » |
| — Wade Davis, 2009 | |   |

Els indígenes homes van ser sotmesos a la condició de treballadors forçosos i les dones indígenes van ser abusades i humiliades. Miguel Loayza, un capatàs que va tenir Arana com a pinxo i ajudant, va esclavitzar a moltes indígenes entre nou i tretze anys. Li servien de concubines que romanien tancades perquè ell les violés quantes vegades volgués. D'acord amb l'escriptor Wade Davis, els abusos eren tan notoris que els afectava fins a la pròpia contextura física:
| «                  | (...) arribaven a l'adolescència deformes, febles i desconjuntades per sempre els seus malucs per la còpula. | » |
| — Wade Davis, 2009 | |   |

| «                  | Rafael Calderón, un bandit de vint-i-dos anys (...) tenia un lema: "Matar als pares primer i després gaudir de les verges". Quan una dona es negava a ficar-se al llit amb un dels seus homes, Armando Norman l'embolicava en una bandera peruana impregnada en gasolina i li calava foc. A altres dones les encastava, disponibles per a qualsevol. Quan el supervisor d'Atenes va descobrir que una jove índia que ell havia violat tenia una malaltia venèria, la va lligar al terra i la va assotar mentre li inseria un pal cremant en la vagina. | » |
| — Wade Davis, 2009 | |   |

Un dels protagonistes d'aquest horror va ser Julio César Arana del Águila, un empresari peruà que va crear un veritable règim de terror en pro de la seva butxaca i ambició.
| «                  | En 1904 va contractar a dos-cents guardians de Barbados i els va encomanar la tasca d'acorralar a qualsevol que intentés escapar (...) Els cauchers, a els qui se'ls permetia 'civilitzar' als indis, atacaven a l'alba, atrapant a les seves víctimes en les maloques i oferint-los regals com a excusa a la seva esclavitud. Una vegada en arpes de deutes que no podien comprendre i a risc de la vida de les seves famílies, els uitotos treballaven per produir una substància que no podien usar. Els que no complien amb la seva quota, els que veien que l'agulla de la balança no passava de la marca dels deu quilos, queien de cara a l'espera del càstig. A uns els copejaven i assotaven, a uns altres els tallaven les mans o els dits. Se sotmetien, perquè si oposaven resistències les seves esposes i els seus fills pagarien per això. | » |
| — Wade Davis, 2009 | |   |

L'explotació del cautxú en l'Amazònia peruana, brasilera i colombiana genera tal activitat que ciutats com Iquitos (Perú) o Manaus (Brasil) principal centre d'operacions i port exportador que es genera la febre del cautxú, constituint-se en ciutats de gran prosperitat econòmica i centres dels més lamentables abusos en contra de l'espècie humana. Actualment no existeix cap gest per part dels governs implicats en aquest horror que faci pensar en una culpa històrica.
En 1885 els anglesos aconsegueixen treure llavors fora de la regió i van aconseguir plantar-les amb èxit en les seves colònies asiàtiques (Malàisia) i a la zona subtropical d'Àfrica (Libèria i Congo). A Libèria se li va arribar a anomenar el país de la Firestone, on aquesta companyia tenia immenses plantacions. Cap a 1915 es van comercialitzar les primeres partides de cautxú d'aquestes plantacions a preus sense competència possible pels cauchers de l'Amazònia el que va provocar el seu desastre econòmic de la regió i la dels cautxers.

## Aplicacions
Actualment es fabriquen milers d'articles de cautxú per a usos molt diferents. El cautxú és àmpliament utilitzat en la fabricació de pneumàtics, articles impermeables i aïllants, per les seves excel·lents propietats d'elasticitat i resistència davant els àcids i les substàncies alcalines. És repel·lent a l'aigua, aïllant de la temperatura i de l'electricitat.
Es dissol amb facilitat davant petrolats, benzens i alguns hidrocarburs.
El cautxú natural sol vulcanitzar-se, procés pel qual s'escalfa i se li afegeix sofre o seleni, amb el que s'aconsegueix l'enllaçament de les cadenes d'elastòmers, per millorar la seva resistència a les variacions de temperatura i elasticitat. El procés de vulcanització va ser descobert casualment en 1839 per Charles Goodyear, qui va millorar enormement la durabilitat i la utilitat del cautxú. La vulcanització en fred, desenvolupada en 1846 per Alexander Parkes, consisteix a submergir el cautxú en una solució de monoclorur de sofre (Cl₂S₂). Actualment més de la meitat del cautxú usat avui dia és sintètic, però encara es produeixen diversos milions de tones de cautxú natural anualment.
Des de 1823 s'utilitza el cautxú com a material per fabricar peces de vestir, potser sobre la base que aquest tipus de roba forma una "segona pell". El cautxú hipoal·lèrgic pot produir-se a partir de guaiule. El cautxú és una proposta per al futur com a aïllant en la indústria motora. Amb el començament del segle XXI, en vistes de la creixent escassetat mundial de petroli, es va començar a investigar en determinades universitats del Brasil el potencial que podria tenir aquest material com a mètode d'obtenció d'energia neta, com per exemple, com a reforç extern en determinats tipus de motors a propulsió de sifó.

### Tècniques de deformació o moldeig del cautxú

#### Per compressió
El modelat per compressió és una tècnica en la qual la matèria primera -en forma de pols- és introduïda en un motlle escalfat a una temperatura d'entre 140 °C i 160 °C, i sotmesa a una elevada pressió. La calor i la pressió es mantenen fins que la reacció finalitza. Al cap d'uns minuts -determinats a partir de l'espessor de la peça- es produeix la plastificació i guarit dins del mateix motlle, per després retirar la peça acabada.
Aquest mètode de modelat és utilitzat per produir interruptors d'electricitat i porta fusibles, electrodomèstics, maquinàries, mesuradors de gas i llum, entre altres aplicacions.

#### Per transferència
En el modelat per transferència el procés és similar a l'anterior, amb la diferència que la matèria primera es preescalfa abans de ser introduïda en el motlle i és transferida hidràulicament. Aquest sistema s'usa generalment en motlles amb moviments i que tingui clots, inserits, postissos, etc.

#### Per injecció
En el modelat per injecció la matèria primera és col·locada en una tremuja, i per gravetat cau dins de la màquina que, a través d'un cargol calefactat, s'injecta a pressió dins del motlle tancat, amb una temperatura inferior a la de la matèria primera injectada. Després d'uns segons es retira la peça acabada. La pressió de la injecció és alta, depenent del material que s'està processant.
El modelat per injecció és un procés ràpid, molt apte per produir gran quantitat de productes idèntics. Des de components d'enginyeria d'alta precisió fins a béns de consum d'ús comú.

#### Procés de deshumidificació
La deshumidificació és un procés mitjançant el qual, a través d'un sistema automàtic, es col·loca la matèria primera a utilitzar a nivells desitjats d'humitat que són propis de cada material i del producte que es desitja fabricar.
Totes les matèries primeres higroscòpiques han de ser sotmeses a processos de deshumidificació.

#### Temperadors de motlle
Els temperadors són sistemes per mitjà dels quals és possible augmentar o disminuir la temperatura del motlle durant el procés de pre-emmotllat. La temperatura que ha d'aconseguir el motlle en aquesta instància depèn de la matèria primera que es va a utilitzar. En la majoria dels casos la informació sobre la temperatura de pre-emmotllat és subministrada pel fabricant.